# Danube Dragons 2007
Questa voce raccoglie le informazioni riguardanti i Danube Dragons nelle competizioni ufficiali della stagione 2007.

## Austrian Football League 2007

### Stagione regolare
| Moosburg 24 marzo 2007, ore 15:30 1ª giornata | Carinthian Black Lions | 6 – 24 (0-3 0-14 0-0 6-7) | Danube Dragons | Kaiser-Arnulf-Sportzentrum |

| Klosterneuburg 31 marzo 2007, ore 16:00 2ª giornata | Danube Dragons | 29 – 49 (0-7 8-14 7-14 14-14) | Vienna Vikings | Sportanlage Happyland |

| Hohenems 21 aprile 2007, ore 17:00 4ª giornata | Cineplexx Blue Devils | 7 – 14 (0-0 0-7 0-7 7-0) | Danube Dragons | Stadion Herrenried |

| Klosterneuburg 5 maggio 2007, ore 16:00 6ª giornata | Danube Dragons | 35 – 49 (7-14 14-14 7-6 7-15) | Tirol Raiders | Sportanlage Happyland |

| Klosterneuburg 19 maggio 2007, ore 16:00 7ª giornata | Danube Dragons | 35 – 23 (7-9 14-0 0-0 14-14) | Cineplexx Blue Devils | Sportanlage Happyland |

| Graz 2 giugno 2007, ore 17:00 8ª giornata | Graz Giants | 27 – 21 (13-7 8-0 6-8 0-0) | Danube Dragons | Stadion Eggenberg |

| Klosterneuburg 9 giugno 2007, ore 16:00 9ª giornata | Danube Dragons | 38 – 22 (7-6 17-16 7-0 7-0) | Carinthian Black Lions | Sportanlage Happyland |

| Vienna 24 giugno 2007 11ª giornata | Vienna Vikings | 58 – 28 (214-0 14-14 21-14 9-0) | Danube Dragons | Hohe Warte Stadion |

## Statistiche di squadra
| Competizione      | %Vittorie | In casa | In casa | In casa | In casa | In casa | In casa | In trasferta | In trasferta | In trasferta | In trasferta | In trasferta | In trasferta | Totale | Totale | Totale | Totale | Totale | Totale |
| Competizione      | %Vittorie | G       | V       | N       | P       | Pf      | Ps      | G            | V            | N            | P            | Pf           | Ps           | G      | V      | N      | P      | Pf     | Ps     |
| ----------------- | --------- | ------- | ------- | ------- | ------- | ------- | ------- | ------------ | ------------ | ------------ | ------------ | ------------ | ------------ | ------ | ------ | ------ | ------ | ------ | ------ |
| Stagione regolare | .500      | 4       | 2       | 0       | 2       | 137     | 143     | 4            | 2            | 0            | 2            | 87           | 98           | 8      | 4      | 0      | 4      | 224    | 241    |
| Totale            | .500      | 4       | 2       | 0       | 2       | 137     | 143     | 4            | 2            | 0            | 1            | 87           | 98           | 8      | 4      | 0      | 4      | 224    | 241    |